# Patrick Trémeau
 (décembre 2018).
Pour les articles homonymes, voir Tremeau.
Patrick Trémeau, né le 27 septembre 1963, est un violeur en série récidiviste français ayant sévi entre 1986 et 2005, dans les 11e et 20e arrondissements de Paris. Surnommé le « violeur des parkings », il agissait principalement la nuit et attaquait des femmes dans les parkings souterrains où il les menaçait d'un couteau et les violait par la suite.
Patrick Trémeau est condamné en 1998 à 16 ans de réclusion criminelle. Libéré en mai 2005, après 7 ans de détention, il récidive et est arrêté en septembre de la même année. Au même moment, une loi sur la récidive est votée et Patrick Trémeau est condamné en février 2009 à 20 ans de réclusion criminelle assortie d'une peine de sûreté de 10 ans.
Libéré en juillet 2021, par le juge d'application des peines, il est ré-incarcéré en novembre 2023 pour harcèlement moral et condamné à un an de prison, en janvier et avril 2024,.

## Biographie

### Jeunesse
Patrick Trémeau est issu d'une famille très pauvre. Il vit chez sa mère Janine à la cité des Hautes-Mardelles à Brunoy dans l'Essonne. Sa mère est femme de ménage la nuit et a deux autres enfants.
Il n'a pas connu son père et déclarera par la suite que son beau-père le frappait et abusait de lui. Il est placé dès son plus jeune âge dans différents foyers. Sa mère dit de lui que c'est « l'envoyé du diable ». Instable, souffrant de troubles nerveux et en situation d'échec scolaire, il est néanmoins jugé sympathique et dispose de réels talents manuels.
Au début des années 1980, il obtient un CAP de plomberie. Il trouve du travail sans problème et donne satisfaction à la plupart de ses employeurs.
En 1984, Patrick Trémeau est arrêté pour s'être masturbé devant une auto-stoppeuse. Trémeau écope, le 21 juin 1984, d'une peine de 18 mois de prison dont dix avec sursis pour attentat à la pudeur. Il est libéré en 1985.

### Premier viol et incarcération
Le 28 avril 1986, Patrick Trémeau viole une femme à Créteil. Après avoir été reconnu lors de l'attaque, il est arrêté et placé en garde à vue. Il finit par avouer les faits, mais affirme avoir perdu tout contrôle de lui-même et promet de s'amender. Au terme de sa garde à vue, il est inculpé pour viol puis placé en détention provisoire.
Patrick Trémeau comparaît, du 28 au 30 octobre 1987, devant la cour d'assises du Val-de-Marne pour le viol commis sous la menace d'une arme. Il est condamné à 7 ans de réclusion criminelle.
En septembre 1990, Patrick Trémeau sort de prison, après quatre ans de détention. Il est embauché comme magasinier dans une entreprise de quincaillerie. Son comportement vis-à-vis de ses collègues féminines n'est pas anormal. Il séduit et collectionne les conquêtes féminines. Mais ses amoureuses le quittent rapidement et il ne supporte pas les ruptures.
Tout se passe relativement bien jusqu'en 1992 où il fait plusieurs tentatives de suicide à la suite de plusieurs ruptures amoureuses, il quitte son travail.

### Le«violeur des parkings»
D'avril 1993 à mars 1995, Patrick Trémeau viole 8 femmes, et tente d'en violer 5 autres, il agit toujours de la même manière. Ses victimes sont toutes des femmes, d'une vingtaine d'années à 35 ans, aux longs cheveux, la majorité sont des femmes brunes, ayant une activité professionnelle les faisant rentrer tard le soir. Il les repère, il les suit jusque dans leur immeuble et généralement attend qu'elles rentrent garer leur voiture dans le parking. Puis il les menace d'un couteau et les viole dans l'obscurité pour que ses victimes ne le reconnaissent pas. Il les agresse entre minuit et 4 h du matin, dans les parkings souterrains des 11e et 20e arrondissements de Paris. Au début de l'agression il est très menaçant. Une fois que sa victime est soumise, il change radicalement et ses paroles deviennent tendres, il embrasse sa victime, lui fait des compliments. S'il va jusqu'au viol, il utilise toujours un préservatif. Il jette parfois l'emballage de préservatif sur le lieu du viol mais il n'y laisse jamais d'empreinte digitale. En mars 1995, il viole une femme presque chaque semaine.
En avril 1993, Trémeau viole une jeune femme dans un parking de Paris.
Le 14 juin 1993, Patrick Trémeau viole Agnès, 23 ans, dans le parking de sa résidence.
Entre janvier et le 16 juin 1994, Patrick Trémeau récidive sur quatre jeunes femmes, dont Anne Bordier, 28 ans, qui passera à la télévision après la quatrième arrestation de Trémeau.
Le 5 octobre 1994, vers 18 h 45, Patrick Trémeau viole Marie-Ange Le Boulaire. Sa victime écrira par la suite un livre après sa récidive de 2005. Trémeau récidive à quatre reprises en octobre et novembre 1994 puis en janvier et février 1995. L'enquête policière est très difficile car il n'y a pas d'indice exploitable. Les portraits robot sont imprécis. À la même période dans le secteur de l'Est parisien, un autre prédateur sévit : Guy Georges. Certains des crimes de Guy Georges ont lieu également dans des parkings souterrains. Pendant un temps, la police va croire qu'il s'agit d'un seul criminel. Ce n'est qu'après son arrestation que la police comprendra qu'elle avait affaire à deux criminels rôdant dans la même zone géographique.
Le 7 mars 1995, Patrick Trémeau viole une autre jeune femme, puis récidive à la mi-mars et le 29 mars 1995.

### Arrestation, incarcération et détention
Patrick Trémeau est finalement arrêté le 29 mars 1995 pour avoir fracturé des voitures dans un parking. Au commissariat de police, pendant son interrogatoire, un policier remarque qu'il cherche à se débarrasser d'un emballage de préservatif vide. Il est interrogé au même moment où sa dernière victime Gladys est en train de déposer plainte pour viol. Elle mentionne qu'elle a très bien vu que son violeur avait des chaussures jaunes. Ce détail interpelle le commandant Bertrand. Il a remarqué que Patrick Trémeau porte lui aussi des chaussures jaunes. Ils lui font retirer ses chaussures et les apportent dans le bureau où est Gladys, elle les reconnaît tout de suite. Les policiers réalisent un tapissage. Parmi le groupe d'hommes derrière le miroir sans tain, Gladys désigne immédiatement son violeur : Patrick Trémeau. Elle l'a identifié car elle a reconnu son regard. Par la suite, les autres victimes de Trémeau l'identifient également. Certaines n'arrivent à l'identifier qu'en entendant sa voix.
Patrick Trémeau en garde à vue avoue presque instantanément tous les viols qu'il a commis, mais nie avoir menacé ses victimes avec un couteau ou un cutter. Il est mis en examen et incarcéré à la Maison d'arrêt de Fleury-Mérogis pour 14 viols, commis entre avril 1993 et mars 1995.
Le procès de Patrick Trémeau s'ouvre en octobre 1998 dans la quasi indifférence générale : en effet, aucun journaliste n'est présent pour couvrir cet événement malgré le nombre impressionnant de victimes (13). La dernière victime n'est pas avertie de la tenue du procès et n'a pas pu se constituer partie civile. À l'issue du procès, Patrick Trémeau est condamné à 16 ans de réclusion criminelle assortie d'une peine de sûreté de 8 ans.
Emprisonné à la Maison d'arrêt de Fleury-Mérogis depuis mars 1995, Trémeau est transféré à la Prison de Fresnes en 2000, puis au Centre de détention de Melun en 2002. Au cours des années qui suivent sa condamnation, Patrick Trémeau demande à plusieurs reprises sa remise en liberté, entre mars 2003 et septembre 2004, mais ne l'obtient pas.

### Libération et récidive
Le 7 mai 2005, après avoir passé 10 ans en prison, Patrick Trémeau est libéré de la prison de Melun, en fin de peine. Il est en liberté conditionnelle, mais sans aucune obligation ni suivi socio-judiciaire.
Le 5 juin 2005, Cécile, une femme de 24 ans, est agressée et violée dans le local à poubelle de son immeuble dans le 16e arrondissement de Paris. Quinze jours plus tard, le 20 juin 2005, une autre jeune femme est agressée dans son immeuble rue de Thionville dans le 19e arrondissement (les circonstances de cette agression restent inconnues) et une troisième jeune femme est agressée le 17 septembre 2005.
La Police Judiciaire de Paris, chargée de ces trois affaires de viols, arrive à la certitude que ces femmes ont été victimes du même violeur qui a sévi 10 ans plus tôt : Patrick Trémeau.

### Arrestation, ré-incarcération et nouvelle détention
Le 22 septembre 2005, deux inspecteurs se rendent au domicile de la mère de Patrick Trémeau et y trouvent ce dernier. Placé en garde à vue, Patrick Trémeau avoue en pleurant, mais nie avoir violé Cécile, la première victime. Il est mis en examen pour viols, commis en état de récidive, puis placé en détention provisoire.
Le 4e procès de Patrick Trémeau s'ouvre le 3 février 2009,,. Toutes les victimes de Trémeau y sont présentes sauf deux. Il apparaît au cours du procès que Patrick Trémeau semble regretter ce qu'il a fait mais toise ses victimes. Henri Leclerc, l'avocat de Patrick Trémeau, souligne que son client est sincère quand il déclare regretter d'avoir violé toutes ces femmes ; par ailleurs, Maître Leclerc dit que Patrick Trémeau a connu une enfance difficile (les supposées violences de son beau-père à son égard, les violences également subies de la part du personnel des différents foyers d'institution).
Le 6 février 2009, la cour condamne Patrick Trémeau à 20 ans de réclusion criminelle (comme l'avait préconisé l'avocat général Philippe Bilger croyant à la rédemption de l'accusé et à ses regrets) assortie d'une peine de sûreté de 10 ans et d'une obligation de soin pendant et après sa libération. Trémeau est potentiellement libérable à partir de septembre 2015, mais reste néanmoins incarcéré,,,,,.
Le 16 février 2017, il vole une clé USB dans la cour de sa prison. Découverte dans sa cellule, celle-ci lui est immédiatement retirée. Il est mis en examen pour le recel de la clé USB.
Trémeau était censé être jugé en août 2017, mais le procès se voit reporté, à la suite d'une tentative de suicide du prévenu. Patrick Trémeau s'en sort indemne et est condamné le 13 octobre 2017 à 2 mois de prison supplémentaires.

### Libération après 16 ans de détention
Trémeau est libéré le 17 juin 2021, après avoir purgé près de 16 ans de sa peine. Initialement accueilli à Coulommiers, les habitants manifestent pour le contraindre à s'en aller ; il demeure ensuite à Saint-Denis à partir du 16 juillet 2021. Jugé indésirable là aussi, il s'y fait agresser à son domicile dans la nuit du 6 au 7 août 2021,.
Il trouve enfin refuge à Amiens et est hébergé depuis au foyer l'Ilot, sous une fausse identité. C'est là qu'il fait la connaissance d'une jeune serveuse de 26 ans, dans une enseigne de restauration du foyer. Celle-ci échange régulièrement des messages avec Trémeau, qui lui offre des cadeaux et lui envoie des SMS auxquels elle répond.
En novembre 2023, le bracelet électronique de Trémeau sonne à plusieurs reprises ; démontrant qu'il ne respecte pas les conditions de sa libération conditionnelle,,.

### Arrestation et incarcération pour harcèlement
Le 19 novembre 2023, Patrick Trémeau est de nouveau arrêté pour infraction aux conditions de sa libération. En garde à vue, il affirme simplement que son bracelet dysfonctionne. Les gendarmes perquisitionnent l'appartement de Patrick Trémeau et fouillent dans son téléphone portable. Dans celui-ci sont retrouvés des échanges de messages avec la jeune serveuse de 26 ans, ainsi que 19 clichés pris de dos à son insu. Patrick Trémeau affirme alors entretenir une relation avec la jeune serveuse. Interrogée, la jeune femme se dit surprise de l'existence de ces clichés et dément toute relation avec Patrick Trémeau. Elle affirme au contraire que Patrick Trémeau n'est qu'une ancienne connaissance avec qui elle a coupé contact, lorsque celui-ci s'est rendu devant son domicile. Après cet incident, il est découvert que Patrick Trémeau continue à lui envoyer des messages, jusqu'au chantage au suicide. Trémeau est alors mis en examen pour harcèlement moral et placé en détention provisoire à la Maison d'arrêt de Beauvais,,.
Il comparaît le 15 janvier 2024 devant le tribunal correctionnel d'Amiens. L'accusé, âgé de 60 ans, affirme n'avoir aucune mauvaise pensée envers la victime et déclare seulement avoir été amoureux. Concernant les photos retrouvées dans un dossier au nom de la jeune femme, Patrick Trémeau affirme qu'il s'agit de simples montages et dit avoir offert l'un d'eux à la victime. À la barre, il déplore que la société voie toutes ses relations comme de potentielles victimes en raison de son passé. Le tribunal condamne Patrick Trémeau à un an de prison ferme et lui révoque 20 mois de liberté. Il fait appel de cette décision.
Le 17 avril 2024, Patrick Trémeau comparaît en appel pour l'affaire de harcèlement devant le tribunal d'Amiens, et voit sa peine confirmée.

## Le combat de ses victimes
Marie-Ange Le Boulaire, Anne Bordier et d'autres victimes de Patrick Trémeau ont dénoncé sa libération alors qu'il n'a bénéficié d'aucun contrôle socio-judiciaire, et avaient averti qu'il récidiverait,,,,.

### Articles de presse
- « Les victimes d'un violeur » Article de Nelly Terrier et Timothée Boutry publié le 27 septembre 2005 dans Le Parisien.
- « Évaluer le degré de dangerosité des violeurs » Article de Gaël Lyonnet publié le 27 septembre 2005 dans L'Humanité.
- « Affaire Trémeau, alibi répressif ? » Article de Laurent Mouloud publié le 27 septembre 2005 dans L'Humanité.
- « Le débat sur la récidive relancé après deux faits-divers » Article de Nathalie Guibert publié le 27 septembre 2005 dans Le Monde.
- « Justice » Article d'Emmanuelle Reju publié le 27 septembre 2005 dans La Croix.
- « Patrick Trémeau raconte son parcours de violeur » Article du 3 février 2009 sur LCI.
- « Procès Trémeau : le violeur "pensait être soigné" » Article publié le 3 février 2009 dans Le Parisien.
- « Le terrible récit d'une victime du violeur des parkings » Article publié le 5 février 2009 dans Le Parisien.
- « Melun. Les jours du violeur aux 18 victimes ne sont plus en danger » Article publié le 10 août 2017 dans Le Parisien.

### Documentaires télévisés
: document utilisé comme source pour la rédaction de cet article.
- « Patrick Trémeau, le violeur des parkings » en octobre 2009 dans Faites entrer l'accusé présenté par Christophe Hondelatte sur France 2.
- « Affaire Trémeau : le violeur des parkings » (premier reportage) le 20 février 2016 dans Chroniques criminelles sur NT1.

### Émissions radiophoniques
- « Patrick Trémeau, le violeur des parkings » le 27 décembre 2013 et 19 février 2016 dans L'Heure du crime de Jacques Pradel sur RTL.
- « Patrick Trémeau, le récidiviste » le 8 mai 2023 dans Hondelatte raconte de Christophe Hondelatte sur Europe 1[28]